# Fran Tudor
Fran Tudor, né le 27 septembre 1995 à Zagreb en Croatie, est un footballeur croate qui évolue au poste de latéral droit au Raków Częstochowa.

## Biographie

### Hajduk Split
Fran Tudor a beaucoup voyagé dans son parcours junior. D'abord dans le modeste club du Mladost Buzin, il est ensuite repéré par le Dinamo Zagreb, le plus grand club du pays avant de rejoindre le NK Zagreb. Il effectue ensuite un court passage d'un an dans le club grec du Panathinaïkos mais retourne finalement en Croatie, à l'Hajduk Split, où il termine sa formation. Après avoir joué avec l'équipe réserve, c'est avec ce club qu'il fait ses débuts en professionnel, le 18 avril 2015, face au HNK Rijeka. Il se fait remarquer en inscrivant le seul but de son équipe, qui s'incline finalement sur le score de deux buts à un. En septembre 2015, Tudor signe un contrat professionnel avec Hajduk Split jusqu'en 2019.
En fin de contrat en juin 2019, il n'est pas prolongé et reste sans club.

### Raków Częstochowa
Après six mois sans club, Fran Tudor rejoint le Raków Częstochowa en Pologne, en janvier 2020. Il fait sa première apparition sous ses nouvelles couleurs le 8 février 2020 face au Lech Poznań, en championnat. Il est titularisé et son équipe s'incline ce jour-là (3-0 score final).
Avec cette équipe il remporte la Coupe de Pologne, jouant la finale le 2 mai 2021 contre l'Arka Gdynia. Il est titularisé et son équipe s'impose sur le score de deux buts à un.

### Carrière en sélection nationale
Avec les espoirs, il participe aux éliminatoires de l'Euro espoirs 2017, délivrant une passe décisive face à l'Espagne.
Fran Tudor honore sa première sélection avec la Croatie le 11 janvier 2017, contre le Chili, lors d'un match amical qui se conclut aux tirs au but remportés 5-2 par les Chiliens, alors que les deux équipes s'étaient neutralisées sur un score de 1-1 dans le temps réglementaire,.
Le 28 mai 2017, il marque son premier but en sélection face au Mexique. Il est titulaire et marque le deuxième but de ce match remporté par les Croates (1-2).

## Vie privée
Fran Tudor est un cousin éloigné de l'ancien international croate Igor Tudor.

## Palmarès
Raków Częstochowa
- Coupe de Pologne
  - 2021.